# 須藤香菜
須藤 香菜（すどう かな、1983年4月1日 - ）は日本の俳優。神奈川県茅ヶ崎市出身。株式会社Envision Nextage所属

## 略歴・人物

### 学歴
- 横浜共立学園中学校卒業
- 横浜共立学園高等学校卒業
- 早稲田大学第一文学部英文学専修卒業[1][3]

### 人物・来歴
中学・高校とミッション校だったため、日曜に教会へ行くことが義務付けられており、教会で出会った先輩に音楽部（ミュージカルを演じる部活）に誘われる。
もともとミュージカルに興味があった訳ではなかったが、歌は好きだったので入部し、ミュージカルの魅力に目覚める。
大学においてもミュージカルサークル「オムニバス」に所属。サークルの卒業生に劇団四季や商業ミュージカルに出演する俳優がいたため、プロフェッショナルの世界を身近に感じ、就職活動はせずにミュージカルを続けられる道を志す。
大学卒業後3年目に、東宝ミュージカルアカデミーに2期生として入学。

### エピソード
- 『THEカラオケ★バトル』では、初出場で100点満点を獲得した。[4][信頼性要検証]
- 『シュレック・ザ・ミュージカル』では、1300人を超えるオーディション応募者の中から出演者の一人に選ばれ、ドラゴン役を演じる[5]。
- 好きなものは、漫画・ぼる塾・激辛料理。

### 代表作
- 2010年『ジョン・ケアード版キャンディード』 - パケット 役
- 2014年、2016年、2019年、2022年、2023年『天使にラブ・ソングを～シスター・アクト～』 - シスター・メアリー・テレサ 役[6]
- 2013年、2019年『ひめゆり』 - ゆき 役
- 2016年、2018年『スペリング・ビー』ローゲン・シュワルツ&グルーべニア - 役
- 2022年『ひめゆり』 - ふみ 役
- 2022年、2023年『シュレック・ザ・ミュージカル』 - ドラゴン 役[1][3]

## 出演

### 舞台
- 月蝕歌劇団『時代はサーカスの象にのって 2002』（ザムザ阿佐ヶ谷、2002年）
- OneonOne『ソラノナマエ』（早稲田どらま館、2003年）
- OneonOne『アイズ［aiz]』（早稲田大学学生会館B202、2003年） - 右目 役
- OneonOne『地図と砂時計』（早稲田大学学生会館B202、2004年） - 上田 役
- OneonOne『大きな木 小さな月〜樹霊〜』（早稲田どらま館、2004年）
- ミュージカル座『ルルドの奇跡』（東京芸術劇場中ホール、2005年）
- OneonOne『椅子取りゲーム』（早稲田どらま館、2005年）
- ミュージカル座『ひめゆり』（東京芸術劇場中ホール、2005年） - たき 役
- ミュージカル座『アイ・ハヴ・ア・ドリーム』（博品館劇場、2006年） - ポーラ 役
- スニーカーR『PHANTOM☆STARS』（早稲田どらま館、2007年） - スズメ 役
- 彩響舎『銀河鉄道の夜』（北沢タウンホール、2009年） - 双子の星 役
- 東宝『ジョン・ケアード版 キャンディード』（帝国劇場、2010年） - パケット 役
- ミュージカル座『舞台に立ちたい』（シアター風姿花伝、2011年） - いづみ 役
- tpt『イェルマ』（BANKART Studio NYK、2011年）
- TipTap『Count Down My Life』（ひつじ座、2011年） - 青年 役
- TMA-Extra『ポジスパ』（CBGKシブゲキ!!、2011年）
- TipTap『Count Down My Life』（ザムザ阿佐ヶ谷、2012年） - 青年 役
- TipTap『Count Down My Life』（再演：中野ザ・ポケット、2012年） - 青年 役
- 『ハロウィンの日の僕と、歌う魔女』（二子玉川KIWA、2012年）
- 映画演劇文化協会『この森で、天使はバスを降りた』（ダイジョースタジオ、2013年） - エフィー 役
- フジテレビ『舞台 二都物語』（シアターオーブ、2013年）
- ミュージカル座『ひめゆり』（シアター1010、2013年） - ゆき 役
- ミュージカル座『sign』（シアター風姿花伝、2013年）
- TipTap『Second of life』（上野ストアハウス、2013年） - 彼女 役
- 映画演劇文化協会『この森で、天使はバスを降りた』（日暮里サニーホールほか、2014年） - エフィー 役
- 東宝『シスター・アクト〜天使にラブ・ソングを〜』（帝国劇場ほか、2014年） - シスター・メアリー・テレサ 役
- 梅田芸術劇場『TITANIC』（シアターコクーン、シアタードラマシティ、2015年） - ミセス・ビーチャム 役
- 東宝『天使にラブ・ソングを〜シスター・アクト〜』（再演：帝国劇場ほか） - シスター・メアリー・テレサ 役
- ミュージカル座『スペリング・ビー』（六行会ホール、2016年） - ローゲン・シュワルツ＆グルーベニア 役
- 東宝『天使にラブ・ソングを〜シスター・アクト〜』（博多座ほか、2017年） - 三演：シスター・メアリー・テレサ 役
- 一人芝居ミュージカル（アトリエカノン、2017年） - クレオパトラ 役
- ユニットブルージュプラス『るみ子の酒』（関交協ハーモニックホール、2017年） - るみ子 役
- もじゃもじゃ頭とへらへら眼鏡『日本国 横浜 お浜様』（神奈川県立青少年センター、2017年）
- ミュージカル座『スペリング・ビー』（再演：六行会ホール、2018年） - ローゲン・シュワルツ＆グルーベニア 役
- 梅田芸術劇場『TITANIC』（日本青年館ホール、シアタードラマシティ、2018年） - ミセス・ビーチャム 役
- 明治座『ふたり阿国』（明治座、2019年） - 女官 役
- ミュージカル座『ひめゆり』（戸田市文化会館、2019年） - ゆき 役
- 東宝『天使にラブ・ソングを〜シスター・アクト〜』（シアター・オーブほか、2019年） - 四演：シスター・メアリー・テレサ 役
- ホリプロ『サンセット大通り』（国際フォーラムホールC、2020年） - アニータ 役
- 松竹『ゴヤ-GOYA』（日生劇場、2021年）
- EARTH Art Project『アサガオの雫』（仙川フィックスホール、2021年）
- KとS『未来旅行社はじめました』（樹里役 ラゾーナ川崎プラザソル、2021年）
- 『銀河鉄道999』（代役出演 日本青年館ホール、2022年）
- ミACTMENT PARK『Written By…〜恋のゴーストライター〜』（新宿村LIVE、2022年） - ジュディ 役
- ミュージカル座『ひめゆり』（戸田市文化会館、2022年） - ふみ 役
- フジテレビ『シュレック・ザ・ミュージカル』トライアウト公演（東京建物 Brillia HALL、2022年） - ドラゴン 役
- 東宝『天使にラブ・ソングを〜シスター・アクト〜』（シアターオーブほか、2022年） - 五演：シスター・メアリー・テレサ 役
- サンライズプロモーション『サンキュー・ベリー・ストロベリー』（スウィング 東京芸術劇場シアターイースト、サンケイホールブリーゼ、2023年）
- フジテレビ『シュレック・ザ・ミュージカル』フルバージョン公演（日本青年館ホール） - ドラゴン 役
- 東宝『天使にラブ・ソングを〜シスター・アクト〜』（シアター・オーブほか、2023年） - 六演：シスター・メアリー・テレサ 役
- MPinK『薔恋多院家の三姉妹』（ラゾーナ川崎プラザソル、2024年） - 薔恋多院強子 役

### テレビ
- テレビ東京
THEカラオケ★バトル[4][信頼性要検証]2018年
  - 『THEカラオケ★バトル 歌の異種格闘技戦18』
  - 『THEカラオケ★バトル 春のグランプリ』
  - 『THEカラオケ★バトル 歌の異種格闘技戦19』
  - 『THEカラオケ★バトル 歌の異種格闘技戦21』
- フジテレビ『FNSうたの夏まつり』2019年

### レコーディング
- 『DREAM BOYS』 - コーラスレコーディング
- PS3『パペッティア』 - ゲーム内歌唱
- Netflix『フェイフェイと月の冒険』 - コーラス
- ロート製薬『ケアセラ』 - CM歌唱

### 吹替
- 『コペンハーゲン3』 - カオリーネ 役
- 『MAJOR CRIME S3』 - バネッサ 役、コリーン・リッカーフーフ 役、コーラ 役
- 『MADMEN7』 - ステファニー 役
- 『ZIPPER』 - レイシー 役
- 『Hand of God』 - マーラ 役
- 『Vikings S5』 - スネフリッド 役

### 海外アニメ
- 『Danger And Eggs S1』 - レイラ 役
- 『バンピリーナとバンパイヤかぞく』 - エズメラルダ 役

### CD
- オリジナルシングル『幸せもの』（2021）